# Obelisco de São Bernardo do Campo
O Obelisco de São Bernardo do Campo é um monumento brasileiro, do gênero arquitetônico de obelisco, localizado no município de São Bernardo do Campo, no estado brasileiro de São Paulo, e foi edificado em memória do soldado constitucionalista de 1932.

## História
O obelisco foi erigido pelo governo municipal de São Bernardo do Campo em 1982, nas solenidades alusivas aos 50 anos da Revolução Constitucionalista de 1932 e fica localizado na Praça Angelo Marim, no Bairro Pauliceia.

## Propósito do monumento
Os obeliscos são monumentos que genericamente são obras arquitetônicas que ornamentam o patrimônio histórico arquitetônico de onde são erigidos e também possuem um propósito memorial de uma homenagem de modo que o Obelisco de São Bernardo do Campo é uma homenagem a passagem dos 50 anos da Revolução Constitucionalista de 1932.

## Patrimônio histórico
É um monumento tombado nos conformes da legislação do patrimônio histórico.